# 3316 Herzberg
3316 Herzberg este un asteroid din centura principală, descoperit pe 6 februarie 1984 de Edward Bowell.